# Republikens dag (Indien)
Republikens dag (engelska: Republic Day) firas i Indien till minne av då Indiens konstitution ersatte Government of India Act 1935 den 26 januari 1950.
Datumet för antangandet av Indiens konstitution, 26 januari, valdes till minne av Purna Swaraj 1930. Det är en av Indiens tre nationella helgdagar. Huvudparaden sker i New Delhi, vid Rajpath inför presidenten, och det formella firandet sker i övrig, i olika grader, i delstatshuvudstäderna samt på andra platser.